# منتخب روسيا البيضاء للباندي
منتخب روسيا البيضاء الوطني للباندي (بالروسية: Сборная Белоруссии по хоккею с мячом)‏ هو ممثل روسيا البيضاء الرسمي في المنافسات الدولية في الباندي في فئة الباندي للرجال.